# Will-Rogers-Phänomen

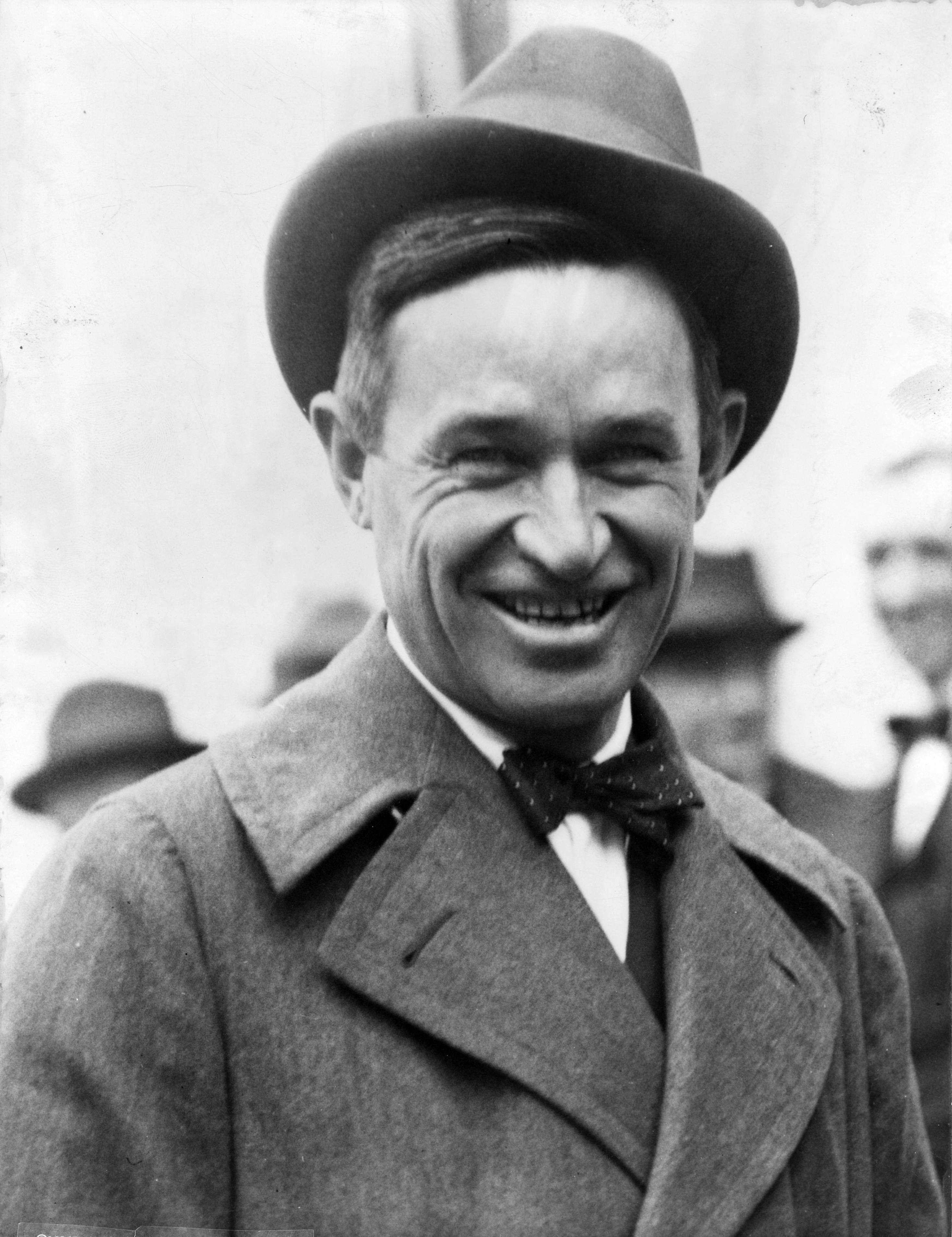
Will Rogers, der Namensgeber des Phänomens

Das Will-Rogers-Phänomen (englisch stage migration) ist ein Effekt in der Mittelwertbildung von Gruppen: Durch einen Wechsel eines Elements von einer zur anderen Gruppe kann der Mittelwert in beiden Gruppen steigen (oder fallen).
Statistiker sprechen hier manchmal ironisch von einer kriminellen (Daten-)Vereinigung.
Benannt wurde er nach Will Rogers (Humorist und Entertainer), der meinte: „Einwohner, die von Oklahoma nach Kalifornien umzogen, hoben die durchschnittliche Intelligenz in beiden Staaten an.“

## Beispiel
In der Gemeinde A-Dorf haben die Bewohner ein Durchschnittseinkommen von 2,5 Talern, die in B-Dorf 7 Taler. Zieht Herr X aus B-Dorf mit einem Einkommen von 5 Talern nach A-Dorf, erhöht sich in beiden Dörfern das Durchschnittseinkommen, da
- Herr X in B-Dorf mit seinem geringen Einkommen den Durchschnitt nach unten zog, und
- in A-Dorf durch sein überdurchschnittliches Einkommen anhob.

In Zahlen vorher:
- A = {1, 2, 3, 4}, Mittelwert = 2,5
- B = {5, 6, 7, 8, 9}, Mittelwert = 7

Verschiebt man jedoch die 5 aus B nach A, so bekommt man
- A = {1, 2, 3, 4, 5}, Mittelwert = 3
- B = {6, 7, 8, 9}, Mittelwert = 7,5

Wie man sieht, steigen die Mittelwerte beider Mengen. Da sich die Menge aller Werte aus den beiden Mengen nicht veränderte, ist der gemeinsame Mittelwert unverändert 5.

## Früherkennung von Krankheiten
Das Will-Rogers-Phänomen hat auch Effekte in der Wissenschaft: So wird in einer Statistik über die Lebenserwartung bei Krebs nur durch eine verbesserte Diagnostik eine verbesserte Therapie vorgetäuscht, wie beispielsweise bei der Früherkennung von Krankheiten.

„Die Tumoren werden in große und kleine eingeteilt; wenn die Diagnosemethode sich verbessert, werden von jedem Tumor mehr Teile entdeckt, und Tumoren, die früher für klein gehalten worden wären, werden als groß erkannt. Dadurch werden die gefährlichsten Exemplare aus der Gruppe der kleinen Tumoren entfernt und als harmloseste Exemplare in die Gruppe der großen Tumoren eingefügt – für beide Gruppen scheint sich die Heilbarkeit zu verbessern. Außerdem werden nun auch sehr kleine Tumoren entdeckt, was die gemessene Heilbarkeit weiter erhöht.“